# Hockey Club Candy Monza 1964
Questa voce raccoglie le informazioni riguardanti l'Hockey Club Candy Monza nelle competizioni ufficiali della stagione 1964.

## Maglie e sponsor
| 1ª divisa | 2ª divisa |

## Rosa
| N° | Naz.                      | Ruolo | Sportivo            |  |  |  |
| -- | ------------------------- | ----- | ------------------- |  |  |  |
| ?  | Italia (bandiera)         | E     | Gualtiero Bortolini |  |  |  |
| ?  | Italia (bandiera)         | E     | Cesare Bosisio      |  |  |  |
| ?  | Italia (bandiera)         | E     | Emilio Levati       |  |  |  |
| ?  | Italia (bandiera)         | E     | Filippo Maiocchi    |  |  |  |
| ?  | non conosciuta (bandiera) | P     | ?                   |  |  |  |

- Allenatore: ?